# م
La mīm (en árabe ﻣﻴﻢ, mīm [miːm]) es la vigesimocuarta letra del alfabeto árabe. Representa un sonido sonante, nasal y bilabial, /m/. En la numeración abyad tiene el valor de 40.

## Uso
Algunos ejemplos sobre sus usos en árabe estándar moderno :
Mīm se utiliza en la creación de palabras ism (es decir, sustantivos y adjetivos; que se tratan fundamentalmente de la misma manera en la gramática árabe ). Específicamente, mīm se usa en la creación del masdar (sustantivo verbal) de los verbos de la raíz III (el masdar de los verbos en el patrón fāʿala es mufāʿala ), de sustantivos sujeto y objeto para verbos de las raíces II-X (usando el ejemplo de la raíz II, los sustantivos sujetos — llamados palabras fāʿil debido a su forma en la raíz I — son mufaʿʿil para los verbos de las raíces II-X, y los sustantivos objeto — llamados mafʿūl también debido a su forma de la raíz I — toman la forma mufaʿʿal para los verbos de las raíces II- X). Los nombres de lugar también se crean con mīm; el patrón mafʿal se usa para crear maktab "oficina" del triliteral ktb (escribir) y maṣnaʿ "fábrica" de ṣ-n-ʿ (hacer).